# Santa Paula de Roma (título cardinalício)
Santa Paula de Roma (em latim: Sancti Paulæ Romanæ) é um título cardinalício instituído em  14 de fevereiro de 2015 pelo Papa Francisco. A igreja titular deste título é Santa Paola Romana, no quartiere Trionfale.

## Titulares protetores
- Soane Patita Paini Mafi (desde 2015)